# Valduvieco
Valduvieco es una localidad española que forma parte del municipio de Gradefes, en la provincia de León, comunidad autónoma de Castilla y León.

## Geografía

### Ubicación
| Noroeste: San Vicente del Condado | Norte: Vegas del Condado | Noreste: Valdealiso        |
| Oeste: Cañizal de Rueda           |                          | Este: Valdealiso           |
| Suroeste Villarratel              | Sur: Mellanzos           | Sureste: Casasola de Rueda |

## Demografía
Evolución de la población
| Gráfica de evolución demográfica de Valduvieco entre 2000 y 2017   |
|                                                                    |
| Población de derecho (2000-2017) según el padrón municipal del INE |